# District de Ilave
Le district de Ilave est l’un des cinq districts de la province d'El Collao, dans le sud du Pérou. Il est situé à 50 km au sud de la ville de Puno à 3850 m d’altitude, sur le plateau de Collao.

## Géographie
Le district de Ilave est l’un des 5 districts de la province d'El Collao. Il est situé au sud de la province d’El Collao, à une distance de 50 km de la ville de Puno, au-dessus de 3850 mètres d’altitude dans les hautes terres des Andes centrales (plateau de Collao).
La ville d’Ilave est située à une altitude de 3 850 mètres, dans la région de la sierra, avec un déclin vers le sud-est dans la zone urbaine.
Sa topographie est caractéristique de l’altiplano, avec des extensions régulièrement plates entourées de collines. Situé dans le centre de la ville sur une partie élevée d’une colline, il est pratiquement limité au sud et à l’est par la rivière Ilave, ayant une petite urbanisation (San Cristóbal) sur la rive droite de la rivière Ilave. Le nord et l’ouest avec des extensions plates, sont les zones d’expansion urbaine de la ville, aujourd’hui dédiées aux zones agricoles et de pâturage.

## Climat
En raison de sa situation géographique, le climat tout au long de l’année est typique de l’altiplano, glacial, sec et tempéré. Ces conditions particulières se produisent tout au long de l’année, en raison de la présence du lac Titicaca, ayant de légères variations selon chaque saison. La température moyenne oscille entre 8 °C et 15 °C, les précipitations annuelles moyennes, selon la station météorologique, sont de l’ordre de 725 mm.
Les précipitations sont dues à une périodicité annuelle de 4 mois (décembre à mars). Il est à noter que cette périodicité, malgré la régulation des campagnes agricoles, peut varier en fonction des caractéristiques pluviométriques de l’année, provoquant des inondations ou des sécheresses. En période de pluie normale, toutes les eaux de la ville s’écoulent vers le lac, donc les petits ruisseaux qui se forment dans les parties plates, s’infiltrent dans le sol, car il s’agit d’un sol sablonneux.
Parmi les vents dominants, nous avons la brise du lac et les journaux qui soufflent généralement d’ouest en est et d’est en ouest, mais ceux-ci sont accentués avec une plus grande intensité dans les mois de juillet à septembre, le reste du temps est présenté avec moins d’intensité.

## Sol
Le sol qui prédomine dans la ville d’Ilave est composé de sol sablonneux-argileux. En général, le sol a une capacité portante de mauvaise à intermédiaire.

## Démographie
Selon le dernier recensement de l’année 2007 de l’INEI, la population est de 54 138 habitants

## Économie
L’agriculture est la principale activité économique, occupant en moyenne 40% de la population économiquement active (PAE). La deuxième activité est le commerce, principalement pour les foires dominicales où sont commercialisés des produits agricoles et de consommation (alimentation, habillement, etc.).

## Transports
La ville d’Ilave a un accès terrestre, par la route panaméricaine South Puno.

## Culture
La population est multilingue, parlant aymara et espagnol. L’aymara prédomine dans les zones rurales. L’aymara est la langue que la majorité de la population (73,26%) a appris à parler dans l’enfance, tandis que seulement 25,76% des résidents ont commencé à parler en utilisant la langue espagnole (recensement du Pérou de 2007).
Dans le district d’Ilave, sont célébrées diverses fêtes patronales auxquelles participent les habitants des zones urbaines et rurales, préservant leurs traditions et leurs coutumes. Parmi celles-ci, les plus importantes sont :
- Fête de Santa Cruz le 2 mai
- Fête de San Martín de Porres le 6 mai
- Fête de saint Michel le 29 septembre

Du point de vue hiérarchique de l’Église catholique, il fait partie de la prélature de Juli dans l’archidiocèse d’Arequipa.